# Csörnyei Marianna
Csörnyei Marianna (Budapest, 1975. október 8. –) magyar matematikus.

## Életpályája
Tanulmányait a Fazekas Mihály Gimnázium után az ELTE matematikus szakán végezte 1994 és 1999 között, Petruska György tanítványaként. Egyetemi évei alatt 1997-ben I. díjas Plovdivban, az IMC (International Mathematics Competition for University Students) versenyen. 1999-ben PhD fokozatot szerzett. A 2002–2003-as tanévet Princetoni Egyetemen töltötte, ahol az Institute for Advanced Study kutatója volt. Jelenleg a Chicagói Egyetem professzora. A London Mathematical Society folyóiratainak szerkesztője. 2019-ben a Magyar Tudományos Akadémia külső tagjává választották.

## Kutatási területe
Valós analízissel, geometriai mértékelmélettel, geometriai nemlineáris funkcionálanalízissel foglalkozik.

## Főbb eredményei
- Többváltozós abszolút folytonos függvények karakterizációja.
- Végtelendimenziós Banach-terek nullmértékűség-fogalmainak ekvivalenciája.
- Új bizonyítás és általánosítás Roy O. Davies tételére, ami szerint minden síkbeli mérhető halmaz a mérték növelése nélkül bővíthető olyanná, ami teljes egyenesek uniója.
- Ellenpélda a Gorelik-elv problémára.
- A Haussdorff-mértékek skálázási problémájának megoldása.
- Olyan mindenütt differenciálható R3→R3 függvény megadása, amelynek deriváltja az origóban a 0 mátrix, minden más pontban differenciálhányadosa 1-nél nagyobb abszolút értékű mátrix.

## Díjai
- Patai László-díj (Bolyai János Matematikai Társulat, 1997)
- Rényi Kató-díj (Bolyai János Matematikai Társulat, 1999)
- Pro Scientia Aranyérem (1999)
- Whitehead Prize (London Mathematical Society, 2002)
- Royal Society Wolfson Research Merit Award (2002)